# تشارلز دبليو. ألكوك
تشارلز دبليو. ألكوك (بالإنجليزية: C. W. Alcock)‏ هو لاعب كريكت وصحفي وحكم كرة قدم ولاعب كرة قدم بريطاني (وحمل سابقاً جنسية المملكة المتحدة لبريطانيا العظمى وأيرلندا) في مركز الهجوم، ولد في 2 ديسمبر 1842 في سندرلاند في المملكة المتحدة، وتوفي في 26 فبراير 1907 في برايتون في المملكة المتحدة. شارك مع منتخب إنجلترا لكرة القدم. أما مع النوادي، فقد لعب مع Upton Park F.C. ‏ وWanderers F.C. ‏.

## وصلات خارجية
- تشارلز دبليو. ألكوك على موقع ناشيونال فوتبول تيمز (الإنجليزية)
- تشارلز دبليو. ألكوك على موقع عالم كرة القدم.نت (الإنجليزية)